# Vitesse de balayage

Effet du slew-rate : en rouge la tension désirée, en vert la tension obtenue

La vitesse de balayage (ou Slew rate) représente la vitesse de variation maximale que peut reproduire un amplificateur ; cette quantité conditionne donc la pente maximale que l'amplificateur peut reproduire à sa sortie à partir d'un signal à son entrée. Comme présenté sur l'image ci-contre, la pente quasi-infinie d'un signal rectangulaire ne pourra être transmise et amplifiée que comme une pente finie, et le signal de sortie sera trapézoïdal.
{\displaystyle \mathrm {SR} =\max \left({\frac {dv_{s}(t)}{dt}}\right)}
La vitesse de balayage est exprimée en V/µs. Elle se mesure à l'aide d'un oscilloscope et d'un générateur de fonctions.

Dans un amplificateur opérationnel, le slew-rate dépend généralement du courant maximum que peut fournir l'étage différentiel. L'étage différentiel fournit à l'étage d'amplification de tension un courant proportionnel à la différence de tension entre les deux entrées. Ce courant sert majoritairement à charger la capacité présente dans l'étage d'amplification en tension. La relation courant/tension est alors celle d'un condensateur : {\displaystyle i=C{\frac {dV_{c}}{dt}}}. Le courant maximum que peut fournir l'étage d'entrée étant égal à deux fois le courant de polarisation IC0 traversant le collecteur d'un des transistors d'entrée, le slew-rate peut s'obtenir de la façon suivante :
{\displaystyle \mathrm {SR} ={\frac {2I_{C0}}{C}}}
Pour un µA741 on a IC0=10µA et C=30pF ce qui nous donne une vitesse de balayage de 0.67V/µs qui est en accord avec ce qui peut être mesuré.